# Namps-Maisnil
Namps-Maisnil é uma comuna francesa na região administrativa de Altos da França, no departamento de Somme. Estende-se por uma área de 21,96 km². Em 2010 a comuna tinha 1 010 habitantes (densidade: 46 hab./km²).